# Ben Spencer
Ben Fritz Spencer(Albuquerque, Nuevo México; 28 de marzo de 1995) es un exfutbolista estadounidense. Jugaba como delantero.

## Trayectoria

### Juveniles
Spencer se unió a la Grande Sports Academy del Real Salt Lake de la Major League Soccer antes de comenzar la temporada 2010-11. Dejó el sistema del RSL durante la temporada 2011-12 para unirse a la academia del Chivas USA (aunque sus derechos de la MLS continúan siendo del RSL). Spencer se comprometió a jugar al fútbol colegial para UC Santa Barbara en el otoño de 2013, pero finalmente se unió al Molde FK de Noruega en enero de 2013.

### Profesional
Luego de varios meses de entrenamiento, Spencer firmó un contrato profesional con el Molde en abril de 2013, poco después de cumplir 18 años. Hizo su debut profesional en la victoria 4-0 sobre el Vålerenga el 1 de septiembre de 2013.
El 15 de febrero de 2019 fichó por el Phoenix Rising FC de la USL Championship de Estados Unidos.
En diciembre de 2021 anunció su retiro como jugador.

## Selección nacional

### Selecciones juveniles
Spencer jugó con la selección sub-18 de los Estados Unidos en 2012, anotando tres goles en seis partidos. El 28 de diciembre de 2014 fue incluido en la lista preliminar de 35 jugadores de Estados Unidos con miras al Campeonato Sub-20 de la Concacaf de 2015, el cual serviría de clasificación para la Copa Mundial de Fútbol en esa categoría en junio de ese año. El 5 de enero de 2015 fue incluido en la lista final de futbolistas que disputaron el torneo. Spencer jugó en varios partidos de dicho campeonato y anotó un gol en la decisiva victoria 2-0 sobre El Salvador para darle el pase al equipo norteamericano a la Copa del Mundo.

## Clubes
| Club                       | País           | Año       |
| -------------------------- | -------------- | --------- |
| Molde FK                   | Noruega        | 2013-2016 |
| Indy Eleven (a préstamo)   | Estados Unidos | 2014      |
| Toronto FC II (a préstamo) | Canadá         | 2015      |
| Toronto FC II              | Canadá         | 2016-2017 |
| Toronto FC                 | Canadá         | 2017-2018 |
| Toronto FC II (a préstamo) | Canadá         | 2017-2018 |
| Phoenix Rising FC          | Estados Unidos | 2019      |
| FC Tucson (a préstamo)     | Estados Unidos | 2019      |
| San Diego Loyal SC         | Estados Unidos | 2020-2021 |